# حمدي المرزوقي
حمدي مرزوقي (مواليد 23 يناير 1977) هو لاعب كرة قدم تونسي سابق. كان يجيد اللعب في مركز الدفاع.

## الأندية
- النادي الإفريقي
- الملعب التونسي
- النادي الإفريقي
- العربي
- سالغاوكار

## روابط خارجية
- حمدي المرزوقي على موقع قاعدة بيانات كرة القدم.إي يو (الإنجليزية)
- حمدي المرزوقي على موقع ناشيونال فوتبول تيمز (الإنجليزية)
- حمدي المرزوقي على موقع كووورة